# Kuro állomás
Kuro (Guro) állomás a szöuli metró 1-es vonalának állomása Kuro-ku (Guro-gu) kerületben.

## Viszonylatok
| 1-es vonal                                                                                | 1-es vonal                                                                                      | 1-es vonal |
| ----------------------------------------------------------------------------------------- | ----------------------------------------------------------------------------------------------- | --- |
| Sindorim Jongszan (Yongsan) felé                                                          | Kjongin (Gyeongin) szakasz expresszvonat                                                        | Kebong (Gaebong) Tongincshon (Dongincheon) felé                                                                                       |
| Sindorim Szojoszan (Soyosan) felé                                                         | Kjongin (Gyeongin) szakasz személyvonat Kjongvon (Gyeongwon) szakasz expresszvonat              | Kuil (Guil) Incshon (Incheon) felé |
| Sindorim Jongszan (Yongsan), Jongdungpho (Yeongdeungpo) és Kvangun (Gwangun) Egyetem felé | Kjongbu (Gyeongbu) szakasz személyvonat és piros expresszvonat Kvangmjong (Gwangmyeong) shuttle | Kaszan (Gasan) Digitális Komplexum Sincshang (Sinchang), Cshonan (Cheonan), Szodongthan (Seodongtan) és Kvangmjong (Gwangmyeong) felé |
| Korail                                                                                    |                                                                                                 | |
| Sindorim Szöul felé                                                                       | Kjongbu (Gyeongbu) vonal                                                                        | Kaszan (Gasan) Digitális Komplexum Puszan (Busan) felé                                                                                |